# قلعة جوي (بالش)
قلعة جوي (بالفارسية: قلعه جوی) هي قرية تقع في إيران في البلدة المركزية. يقدر عدد سكانها بـ 41 نسمة بحسب إحصاء 2016.